# Sophie Lowe
Sophie Lowe (Sheffield, Inglaterra, 5 de junio de 1990) es una actriz y cantante británicoaustraliana. Es conocida por haber interpretado a Kate Kendall en la película Beautiful Kate.

## Biografía
Es hija de Ian y Anne Lowe. Tiene un hermano mayor Sam Lowe.
Sophie se mudó con su familia a Australia cuando tenía 10 años.

## Carrera
Antes de convertirse en actriz Sophie hizo algunos trabajos como modelo.
En el 2009 se unió al elenco principal de la película Beautiful Kate donde interpretó a Kate Kendall. Su actuación fue bien recibida por lo que fue nominada a los premios AFI. Ese mismo año apareció en un episodio de la popular serie australiana médica All Saints donde interpretó a Chloe.
En el 2010 apareció como invitada en dos episodios de la serie Satisfaction donde interpretó a Kate, la hija de Lauren (Alison Whyte). Ese mismo año interpretó a Allison en la película de horror y crimen The Clinic protagonizado por los actores Andy Whitfield y Tabrett Bethell.
En el 2011 se unió al elenco de la miniserie The Slap donde interpretó a Connie, una joven huérfana de 17 años que vive con su tía Tasha (Maud Davey) y buena amiga de Richie (Blake Davis) y que trabaja como niñera del pequeño Hugo (Julian Mineo).
En el 2013 se unió al elenco principal de la serie Once Upon a Time in Wonderland donde interpretó a Alicia, hasta el final de la serie luego de finalizar su primera temporada en el 2014. La serie fue un spin-off de la popular serie norteamericana Once Upon a Time.
En enero del 2018 se unió al elenco principal de la serie Romper Stomper donde dio vida a Zoe, la esposa de Blake Farron (Lachy Hulme). En 2022, apareció interpretando el rol principal de Lady Katherine en el film checo, Medieval dirigido por Petr Jákl.

## Filmografía

### Series de televisión
| Año         | Título                         | Personaje        | Notas                                           |
| ----------- | ------------------------------ | ---------------- | ----------------------------------------------- |
| 2018        | Romper Stomper                 | Zoe Farron       | 6 episodios                                     |
| 2015        | The Beautiful Lie              | Kitty Ballantyne | 6 episodios - miniserie                         |
| 2015        | The returned                   | Leena            | 10 episodios                                    |
| 2013 - 2014 | Once Upon a Time in Wonderland | Alicia           | 13 episodios                                    |
| 2013        | It's a Date                    | Vicky            | episodio "How Much Do First Impressions Count?" |
| 2011        | The Slap                       | Connie           | 8 episodios                                     |
| 2010        | Satisfaction                   | Kate             | 2 episodios                                     |
| 2009        | All Saints                     | Chloe            | episodio "Test of Faith"                        |
| 2005        | Backyard Science               | Joven Científica | episodio "Moldy Meal"                           |

### Películas
| Año  | Título                 | Personaje    | Notas                                                                     |
| ---- | ---------------------- | ------------ | ------------------------------------------------------------------------- |
| 2022 | Medieval               | Katherine    | junto a Ben Foster, Michael Caine & Til Schweiger                         |
| 2014 | Teenage Kicks          | Pheadra      | junto a Luke Arnold, Bojana Novakovic & Miles Szanto                      |
| 2014 | What Lola Wants        | Lola         | junto a Beau Knapp & Robert Taylor                                        |
| 2013 | The Philosophers       | Petra        | junto a Bonnie Wright, Daryl Sabara, James D'Arcy & Rhys Wakefield        |
| 2013 | A Man Walks Into a Bar | Mujer        | corto - junto a Rhys Wakefield & Jacob Artist                             |
| 2013 | Adore                  | Hannah       | junto a Naomi Watts, Xavier Samuel, Gary Sweet & Ben Mendelsohn           |
| 2013 | Autumn Blood           | Joven        | junto a Peter Stormare, Maximilian Harnisch & Gustaf Skarsgård            |
| 2011 | Moth                   | Heather      | corto - junto a Beatrice McBride, Madeleine Madden & Fabian McCallum      |
| 2011 | Kiss                   | Kristy       | corto - junto a Kenji Fitzgerald, Remy Hii & Benedict Samuel              |
| 2010 | Blame                  | Natalie      | junto a Kestie Morassi, Ashley Zukerman & Damian de Montemas              |
| 2010 | The Clinic             | Allison      | junto a Andy Whitfield, Tabrett Bethell, Marshall Napier & Freya Stafford |
| 2010 | Road Train             | Nina         | junto a Georgina Haig, Bobby Morley & Xavier Samuel                       |
| 2009 | Blessed                | Katrina      | junto a Reef Ireland, William McInnes, Ditch Davey & Frances O'Connor     |
| 2009 | Beautiful Kate         | Kate Kendall | junto a Maeve Dermody, Rachel Griffiths & Ben Mendelsohn                  |
| 2008 | The Mirage             | Deb          | corto - junto a Allan Dawood                                              |
| 2008 | He. She. It.           | Cassie       | corto - junto a Steve Abbott & Albert Potestas                            |
| 2007 | Kindle                 | Hayley       | corto - junto a Paul Barton & Justin Smith                                |

### Directora y escritora
| Año  | Título                 | Notas                                                                                          |
| ---- | ---------------------- | ---------------------------------------------------------------------------------------------- |
| 2013 | A Man Walks Into a Bar | corto - codirectora & co-escritora - junto a Rhys Wakefield                                    |
| 2010 | Road Train             | escritora - "A Runner Road Train, Road Kill" interpretación - "A Runner Road Train, Road Kill" |

### Apariciones
| Año  | Programa              | Notas              |
| ---- | --------------------- | ------------------ |
| 2010 | Moving Pictures Live! | episodio "Aussies" |

## Premios y nominaciones
| Año  | Categoría                                                                                                | Premio             | Película       | Resultado |
| ---- | --- | ------------------ | -------------- | --------- |
| 2010 | Best Original Song Composed for a Feature Film, Telemovie, TV Series or Mini-Series (junto a Rafael May) | Screen Music Award | Road Train     | Nominados |
| 2010 | Best Supporting Actor - Female                                                                           | FCCA Award         | Beautiful Kate | Nominada  |
| 2009 | Best Lead Actress                                                                                        | AFI Award          | Beautiful Kate | Nominada  |
| 2009 | Best Lead Actress                                                                                        | AFI Award          | Beautiful Kate | Nominada  |